# Walther Bothe

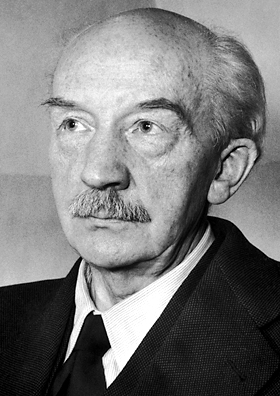
Walther Bothe (1954)

Walther Wilhelm Georg Bothe (* 8. Januar 1891 in Oranienburg; † 8. Februar 1957 in Heidelberg) war ein deutscher Physiker. Seine Arbeiten waren ein wichtiger Beitrag zur Begründung der modernen Kernphysik. Für die Entwicklung der Koinzidenzmessung und der damit gemachten Entdeckungen erhielt er im Jahr 1954 den Nobelpreis für Physik.

## Leben

### Kindheit und Jugend 1891–1920
Bothe wurde im Haus an der Berliner Straße 2 in Oranienburg als Sohn des Uhrmachermeisters Friedrich Bothe und der Schneiderin Charlotte, geborene Hartung, geboren.
Er verbrachte seine Kindheit und einen Großteil seiner Jugend in seiner Heimatstadt. Ab 1892 wohnte er in der Bernauer Straße 7. Beide Häuser wurden im Zweiten Weltkrieg vollständig durch Bomben zerstört.
Bothe zeichnete sich durch einen scharfen Verstand und unerbittlich logisches Denken aus, besaß eine Begabung für Musik und Malerei und einen zielstrebigen Willen.
Ostern 1908 legte er an der Oberrealschule in Berlin das Abitur ab und studierte zwischen 1908 und 1913 Physik, Mathematik, Chemie und Musikwissenschaften an der Universität Berlin. Sein Studium wurde durch Privatunterricht, Gelegenheitsarbeiten und Stipendien weitestgehend von ihm selbst finanziert.
Nach der 1913 bestandenen Lehramtsprüfung arbeitete Bothe kurzzeitig als Assistent an der Landwirtschaftlichen Hochschule in Berlin, doch bald wurde er wissenschaftlicher Hilfsarbeiter an der Physikalisch-Technischen Reichsanstalt (PTR) im ein Jahr zuvor gegründeten Radioaktiven Laboratorium von Hans Geiger.
Als Schüler von Max Planck promovierte er 1914 zum Dr. phil. mit der theoretischen Arbeit „Zur Molekulartheorie der Brechung, Reflexion, Zerstreuung und Extinktion“. Im Ersten Weltkrieg geriet Bothe 1915 in russische Kriegsgefangenschaft, aus der er erst 1920 zurückkehrte. In der Gefangenschaft in Sibirien lernte er Russisch und vertiefte seine mathematischen Kenntnisse. Während dieser Zeit der Gefangenschaft baute er mit primitivsten Mitteln eine Zündholz- und eine Sodafabrik mit auf. Außerdem verfolgte er weiter mathematische Probleme und widmete seine Kraft dem Studium der russischen Sprache.
Am 8. Juli 1920 heiratete Bothe in Moskau Barbara (Warwara) Belowa. Er hatte sie vor dem Krieg in Berlin kennengelernt und stand mit ihr in ständigem Briefwechsel. Aus der Ehe gingen zwei Töchter hervor.

### Arbeitsjahre nach dem Ersten Weltkrieg 1920–1932
Bothe arbeitete nach seiner Rückkehr aus der Kriegsgefangenschaft bis 1925 an der Physikalisch-Technischen Reichsanstalt, die damals von Hans Geiger geleitet wurde. Er lernte von Geiger, mit dem Phänomen der Radioaktivität experimentell umzugehen und entwickelte sich zu einem theoretisch wie experimentell besonders gut ausgebildeten Kernphysiker. Bothe und Geiger begannen 1924 mit Versuchen zur Untersuchung des Compton-Effekts (die Rückstoßelektronen von Stößen mit Röntgenstrahlen sah Bothe schon einige Monate vor Entdeckung des Comptoneffekts in Wilson-Kammern) und entwickelten die Koinzidenzmethode.
Bothe war 1925 bis 1930 Geigers Nachfolger als Laboratoriumsvorsteher. 
Einen gewisser Wendepunkt auf dem Weg zur Klärung der quantentheoretischen Grundlagen war die 1924 von Niels Bohr, Hendrik Anthony Kramers und John Clarke Slater verfasste Arbeit „The Quantum Theory of Radiation“, in der angenommen wurde, dass die Sätze von der Impuls- und Energieerhaltung auf atomarer Ebene nur statistische Gültigkeit besäßen. Dass diese Annahme nicht zu halten war, zeigten bald die Experimente von Hans Geiger und Walter Bothe sowie von Arthur Holly Compton und Alfred W. Simon, die nachwiesen, dass die Erhaltungssätze auch den einzelnen Elementarprozess beherrschen. Damit brachen die Kopenhagener Begründung der verwendeten „dispersionstheoretischen Methode“, die Strahlentheorie von Bohr, Kramers und John Slater und die darin geforderte nur statistische Erhaltung von Energie und Impuls in atomaren Prozessen zusammen. 
Die Widerlegung der Theorie von Bohr, Kramers und Slater, bei der Geiger und Bothe die Koinzidenzmethode anwendeten, brachte beiden damals in Fachkreisen großes Ansehen ein.
Bothe habilitierte sich 1925 bei Max Planck an der Universität Berlin „Über den Elementarprozess der photoelektrischen Elektronenauslösung“. Er war der letzte der sieben Habilitanden Plancks.
Arnold Sommerfeld schrieb am 11. Juni 1929:

„Bothe, Physikal.-Techn. Reichsanstalt, Charlottenburg, ist ein höchst origineller Kopf und ein vorzüglicher Experimentator. Er hat zusammen mit Geiger berühmte Präzisionsarbeiten gemacht, hat aber auch nach dem Fortgang Geigers selbstständig mit bestem Erfolg geforscht. Ueber seine Lehrbefähigung, die er wohl noch keine Gelegenheit hatte sie zu erproben, bin ich nicht unterrichtet.“

Bothe wurde 1929 an der Universität Gießen Privatdozent und außerordentlicher Professor. 1930 wurde er dort ordentlicher Professor und Direktor des Physikalischen Instituts. Er war dort der Erste, der in seinen Vorlesungen die Quantenmechanik thematierte. 
Bothe entdeckte 1930 in Gießen den angeregten Atomkern. 
Die Situation der Experimentalphysik in Gießen wurde durch Bothe trotz seiner nur zweijährigen Tätigkeit völlig verändert. Sein Lehrstuhl war damals eine Forschungsstätte größter Aktualität.

### Arbeit in der NS-Zeit 1933–1945

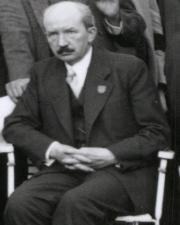
Walther Bothe, Stuttgart 1935

Das Heidelberger Kaiser-Wilhelm-Institut (KWI) für medizinische Forschung war im Mai 1930 unter der Leitung des Internisten Ludolf von Krehl eingeweiht worden. Krehl strebte für seine Kreislaufforschungen die Zusammenarbeit mit anderen naturwissenschaftlichen Disziplinen an, und so wurden in diesem Institut vier Fachrichtungen in selbständigen Teilinstituten gleichberechtigt vereinigt: Pathologie, Physiologie, Physik und Chemie. Die historischen Umstände bedingten, dass sich der Arbeitsschwerpunkt des Heidelberger KWI gegen Ende der dreißiger Jahre stark in Richtung Chemie und Physik verschob, die von Richard Kuhn und Walther Bothe vertreten wurden.
1932 ging Bothe an die Universität Heidelberg und wurde Nachfolger von Philipp Lenard. 
Nach der Machtübernahme des NS-Regimes trat er vom Ordinariat und von der Institutsleitung zurück. 1934 wurde er zum Leiter des Instituts für Physik des Kaiser-Wilhelm-Instituts für medizinische Forschung (später ging aus einem Teil das Max-Planck-Institut für Kernphysik hervor) ernannt und amtierte bis 1957, gleichzeitig von 1934 bis 1945 als Honorarprofessor.
Bothes Interessen lagen wenig in biologischer Richtung. Deshalb schlug er 1943 vor, Gerhard Schubert zu biologischen Versuchen, insbesondere Tierversuchen mit künstlichen radioaktiven Stoffen, hinzuzuziehen. 
Schubert forschte damals am Institut für Nuklearchemie des Collège de France bei Frédéric Joliot-Curie.
Bothe pflegte einen barschen Umgangston, der Doktoranden und jüngeren Assistenten gegenüber oft dem eines Rekrutenfeldwebels nahekam. Auch Kollegen gegenüber äußerte er sich manchmal wenig verbindlich. Das hatte seinen Ursprung wohl einmal in dem militärischen Ton, der in seinen Jugendjahren in Teilen der kaiserlichen Physikalisch-Technischen Reichsanstalt üblich war. Zum anderen entsprang er der Haltung der Planckschen Schule. Lise Meitner hat dazu festgestellt, „dass er nie etwas getan oder nicht getan hat, weil es ihm nützlich oder schädlich hätte sein können. Was er für richtig erkannt hat, hat er durchgeführt ohne Rücksicht auf seine eigene Person.“ Diese Devise war für die Arbeit im Institut und die Position des Instituts unter den politischen Umständen der dreißiger und vierziger Jahre nicht unbedingt förderlich. Sein Mitarbeiter Wolfgang Gentner wirkte hier ausgleichend. Er wurde von Bothe voll respektiert und konnte zum Wohl des Instituts und insbesondere der jüngeren Mitarbeiter die großzügige weltoffene Atmosphäre der Frankfurter und Pariser Laboratorien, die er in seinen Jugendjahren kennengelernt hatte, zur Geltung bringen.
Nach 1942 kehrte Bothe allmählich zu seiner ursprünglichen Grundlagenforschung zurück. So arbeitete er auch an der kontrollierten Kernspaltungs-Kettenreaktion. In diese Zeit fällt der Bau des ersten deutschen Zyklotrons, ein Teilchenbeschleuniger, den Bothe zusammen mit seinem Assistenten Wolfgang Gentner konstruierte.
Damit fand dann die fast zehnjährige Zusammenarbeit Gentners mit Walther Bothe ihren Abschluss, die sich als so fruchtbar erwiesen hat, weil Gentner mit seinem Blick für das Wesentliche, mit seiner Großzügigkeit und seiner auf solider Gesundheit gegründeten Arbeitskraft Bothe in glücklicher Weise ergänzte.

### Arbeit nach dem Krieg 1945–1957
Bothe zog sich 1953 mit 61 Jahren auf den Direktorsposten des Instituts für Physik im Max-Planck-Institut für medizinische Forschung an der Heidelberger Jahnstraße zurück mit der Absicht, hier nur mit wenigen hochqualifizierten Assistenten und Studenten zu arbeiten. Drei wichtige wissenschaftliche Projekte fallen in diese Zeit: der Wiederaufbau des Zyklotrons, die Weiterentwicklung der Kernspektroskopie sowie die Fortsetzung der Untersuchungen von kosmischer Strahlung. In den 1950er und 1960er Jahren fanden die Arbeiten von Bothe und seinen Mitarbeitern zunehmend internationale Anerkennung.
Bothe gehörte neben weiteren Nobelpreisträgern zu den Unterzeichnern eines Appells vom 15. Juli 1955 an die Staatsmänner der Welt, auf die Gewalt als Mittel der Politik zu verzichten.
Anerkennung fand die Rolle seiner früheren Mitarbeiter Wolfgang Gentner und Heinz Maier-Leibnitz in deutschen und europäischen Wissenschaftsprojekten, z. B. der Gründung des Europäischen Zentrums für Kernforschung (CERN) und des Institut Laue-Langevin (ILL).
Mit wachsendem Alter mehrten sich bei Bothe die Krankheiten. Fortschreitende Gefäßverengungen hatten die Amputation eines Beines notwendig gemacht. Von diesem Eingriff hat er sich nicht mehr richtig erholen können. Ein Jahr nach seinem Tod im Jahr 1958 bekam das Institut für Physik einen eigenständigen Status als Max-Planck-Institut für Kernphysik unter der Leitung Wolfgang Gentners.
Walther Bothe hat als Pionier der modernen Kern- und Elementarteilchenphysik mit einer Fülle herausragender wissenschaftlicher Leistungen eine bleibende Spur in der Physikgeschichte des 20. Jahrhunderts hinterlassen.

## Wissenschaftliche Arbeiten
Zu seinen wichtigsten Leistungen gehört, wie oben geschildert, die Entwicklung der Koinzidenzmethode.

### Koinzidenzmethode und Kosmische Strahlung
Nachdem Victor Franz Hess 1912 bei Ballonfahrten die Höhenstrahlung entdeckt hatte, war es sein Zeitgenosse Walter Bothe zusammen mit Werner Kolhörster, die 1929 in Koinzidenzmessungen den Beweis durchdringender extraterrestrischer Strahlung, der Kosmischen Strahlung, erbrachten. Sie bewiesen damit auch, dass es sich um Teilchenstrahlung und nicht wie damals vielfach angenommen (insbesondere nach einer Theorie von Robert Millikan) um Gammastrahlung handelte.
Im Jahre 1929 entwickelten Bothe und Kolhörster eine spezielle Methode, um die Entladung von zwei oder mehreren getrennten Geiger-Müller-Zählrohren nur dann anzeigen zu lassen, wenn die Messung in einem vorbestimmten Zeitintervall erfolgte. Diese neue „Koinzidenzzählung“ ermöglichte es, die Bahn eines geladenen Teilchens durch die Zählrohre hindurch zu verfolgen.

### Entdeckung künstlicher Kernanregungen
1928 und in den folgenden Jahren untersuchte er mit Hans Fränz den Beschuss von Bor und dann auch anderen Atomkernen mit Alphateilchen, wobei Gruppen von Protonen als Streuprodukte entstanden, die definierte Energiedifferenzen hatten. Das war ein deutlicher Hinweis auf Kernanregungen und Bothe suchte zur Bestätigung seiner Vermutung nach Gammastrahlung mit gleicher Energie, die er auch 1930 fand (bei Bor mit einer Energie von 3 MeV). Auch dafür entwickelte er ein Koinzidenzverfahren.

### Entdeckung des Neutrons
Walther Bothe und sein Student Herbert Becker waren die ersten, die sich mit der Entdeckung des Neutrons beschäftigten. Sie beschrieben im Jahr 1930 einen ungewöhnlichen Typ von „Gammastrahlung“, der entstand, wenn sie Beryllium mit Polonium-Alphateilchen beschossen mit dem Ziel, die Theorie Ernest Rutherfords zu bestätigen und herauszufinden, ob bei diesem Vorgang sehr energiereiche Strahlen emittiert werden. Er erkannte allerdings nicht, dass es sich um ein neues Teilchen handelte. Für die Entdeckung des Neutrons erhielt später James Chadwick den Nobelpreis.
Bothe beschäftigte sich mit den fundamentalen Eigenschaften und der Struktur des Atoms. Er hatte kaum Interesse an medizinischer Forschung – das Angebot in Heidelberg war offensichtlich der Versuch, einen der führenden Experimentalphysiker Deutschlands davon abzuhalten, das Land zu verlassen.
In den 30er Jahren gehörten er und seine Mitarbeiter zu den ersten Wissenschaftlern, die den „nuklearen Photoeffekt“ beobachteten, kernspektroskopische Untersuchungen vornahmen und künstliche Isotope herstellten. Der Kernphotoeffekt ist eine Reaktionen eines Photons mit einem Atomkern.

### Zusammenarbeit mit Wolfgang Gentner, Künstliche Kern-Gammastrahlung
Ende 1935, nach Ablauf des Pariser Stipendiums Wolfgang Gentners, führten diesen  seine Arbeitsthemen zu Walter Bothe nach Heidelberg. Bothe war zusammen mit Horn bei seinen Untersuchungen zum Durchgang harter Gammastrahlung durch Materie zu ähnlichen Ergebnissen wie Gentner gekommen und untersuchte ebenfalls Neutronen aus Kernreaktionen.
Gentner setzte seine Pariser Arbeiten in Heidelberg einerseits mit Bothe andererseits mit Rudolf Fleischmann nahtlos fort. Bei dem Versuch, die Energieabhängigkeit des Kernphotoeffektes am Beryllium zu bestimmen und bei Überlegungen über die Fortsetzung dieser Arbeiten wurde klar, dass die Energie der Gammastrahlung relativ zur Bindungsenergie der Neutronen im Kern zu klein ist und dass Gammastrahlungsquellen mit deutlich höherer Energie und mit deutlich größerer Intensität benötigt werden. Bothe und Gentner beschlossen daraufhin, einen Bandgenerator nach Van de Graaff zu bauen. Dieses mit den wesentlichen Merkmalen und Instrumenten moderner elektrostatischer Beschleuniger ausgestattete Gerät wurde von Gentner unglaublich schnell aufgebaut. Schon im November 1936 war die Anregungsfunktion für
{\displaystyle {}^{11}\mathrm {B} +{}_{+1}^{1}\mathrm {p} \to {}_{6}^{12}\mathrm {C} +\mathrm {Gamma} }
bis 500 keV Energie gemessen und im Sommer 1937 lagen umfangreiche Daten über den Kernphotoeffekt der 17 MeV 7Li (p, gamma) Strahlung an vielen mittelschweren und schweren Kernen vor. Der Wirkungsquerschnitt, ein Maß für die Wahrscheinlichkeit, dass infolge einer Wechselwirkung zwischen einem einfallenden Teilchen und einem anderen Teilchen eine Reaktion stattfindet, ergab sich um zwei Zehnerpotenzen größer als von Hans Bethe und Placzek berechnet. Mit Wolfgang Gentner gelang es 1937, künstliche Radioaktivität zu erzeugen. Dazu verwendeten sie eine Hochspannungsanlage mit einer Million Volt. Gentner und Bothe entdeckten damit die Möglichkeit, eine Vielzahl künstlich radioaktiver Nuklide zu erzeugen. Diese Entdeckung des Kernphotoeffektes an mittelschweren und schweren Kernen war der bedeutendste Erfolg des Botheschen Instituts in diesen Jahren. Dieser Erfolg verschaffte Gentner in gewisser Weise eine Sonderstellung.

### Das Zyklotron
Nach dem Waffenstillstand zwischen Deutschland und Frankreich im Sommer 1940 erhielten Bothe und Gentner den Auftrag, das Pariser Zyklotron, dessen Bau Joliot in Angriff genommen hatte, zu inspizieren. 1940 erschienen Walter Bothe und Wolfgang Gentner mit Mitarbeitern des Heereswaffenamtes im Pariser Institut. Joliot war abwesend, und sie stellten fest, dass das Zyklotron wegen Mängeln in der Hochfrequenzanlage noch nicht lief. Bothe bekam den Auftrag, in Heidelberg ein Zyklotron zu bauen, und schon im Laufe des Jahres 1941 war es ihm gelungen, beinahe alles hierfür Notwendige zu arrangieren. Im März 1943 traf schließlich der Magnet ein, und im Herbst desselben Jahres kam das Zyklotron bereits zum Einsatz. Gegenüber Albert Speer erklärte Bothe, die Maschine werde nur für die medizinische und biologische Forschung nützlich sein.

### Arbeit im Uranprojekt
Walter Bothe gehörte in den 20er bis 50er Jahren zu den führenden deutschen Experimentalphysikern. Bothes Beweggründe, dem Uranprojekt beizutreten, waren vielschichtig. Er war gegen das nationalsozialistische Regime eingestellt, besonders nach seiner Entfernung aus der Universität im Jahre 1933. Doch obwohl er auch wusste, dass die Gestapo ihn jahrelang überwacht hatte, meldete er sich aus patriotischen Gründen freiwillig zur Kriegsforschung. Dafür fand er nach dem Krieg weder entschuldigende noch erklärende Worte, wie dies andere Mitglieder des Uranvereins taten.
Politisch patriotisch bis nationalistisch eingestellt, begann er in Heidelberg ab Juni 1940 für das Heereswaffenamt (HWA), Messungen am Neutronenquerschnitt des Kohlenstoffs durchzuführen. Dabei maß er im Januar 1941 einen völlig falschen Wert für die Diffusionslänge von Neutronen in Graphit, da er verunreinigtes Graphit verwendet hatte, das er fälschlicherweise für rein hielt. So kam es zum folgenschweren Ausschluss von Graphit als Moderator im deutschen Uranprojekt, im Gegensatz zu den USA, wo Enrico Fermi den ersten Reaktor in Chicago mit Graphit als Moderator betrieb. Eine abweichende Meinung von Georg Joos in Göttingen, der die Notwendigkeit hochreinen Graphits erkannte, setzte sich nicht durch und Paul Harteck in Hamburg wurde von weiteren Experimenten entmutigt. Der Fehler wurde erst 1945 bei Versuchen in Haigerloch erkannt, wo man Graphit als Reflektor verwendete.

### Die Alsos-Mission
Im Rahmen der Alsos-Mission erreichten amerikanische Sonderbeauftragte Mitte 1945 Heidelberg, da sich dort, im damaligen Kaiser-Wilhelm-Institut für medizinische Forschung, das einzige deutsche Zyklotron befand. Die Übernahme des Instituts erfolgte ohne Zwischenfälle. Bothe, der das Institut leitete, wurde verhört und seine Arbeiten konfisziert. Er teilte Goudsmit jedoch mit, dass er entsprechend den Anweisungen der Regierung alle seine geheimen Berichte verbrannt habe. Bis zur deutschen Kapitulation verweigerte Bothe die Aussage, er wurde jedoch nicht wie die anderen Mitglieder des Uranvereins in England interniert. Schließlich übergab Bothe sämtliche verbliebene Dokumente an Alsos, wollte sich jedoch zu geheimen Forschungen an seinem Institut nicht äußern.

### Nach dem Krieg
In der Zeit der Besatzung fertigte Bothe im Rahmen der „Field Information Allied Technical (FIAT) reports“ zusammen mit Siegfried Flügge einen Band über Kernphysik und kosmische Strahlen an, der sich mit der Arbeit des Uranprojekts befasste.
In der zweiten Hälfte der 40er Jahre war die Hauptsorge, Essen und ein Dach über dem Kopf zu finden, weshalb Bothe Mühe hatte, seine Arbeitsgruppe aufrechtzuerhalten und so etwas wie ernsthafte Forschung zu betreiben. Obwohl er nicht auf seinem ursprünglichen Gebiet der Kernphysik arbeiten durfte, wurde Bothe wieder als Direktor des Instituts für Physik der Universität Heidelberg eingesetzt. Er nutzte diese Position, um seine alte Arbeitsgruppe zu erhalten und das Institut zu modernisieren und auf feste Füße zu stellen.
Walther Bothe kehrte 1945 ins I. Physikalische Institut der Universität zurück. Wolfgang Gentner aber entschied sich 1946 für Freiburg, wo das Physikalische Institut vollständig zerstört war.
Schon während des Krieges hatten Bothe und Gentner Pläne für ein neues Kaiser-Wilhelm-Institut mit größeren Teilchenbeschleunigern ausgearbeitet. Gentner griff diese Ideen wieder auf. In engem Kontakt mit den Kernphysikern der Universität, insbesondere mit Otto Haxel und J. Hans D. Jensen, nahm Gentner als ersten Schritt die Aufstellung eines Tandem-Beschleunigers mit einer Maximalspannung von 6 MV in Angriff. Außerdem wurde ein besonderes Gebäude für Kosmophysik vorgesehen, um mit radioaktiven Methoden Altersbestimmungen an Meteoriten durchzuführen. Zu beiden Arbeitsgebieten kamen jüngere Physiker aus Freiburg mit Gentner nach Heidelberg.
Seit Mai 1946 bis zu seinem Tode leitete Bothe das Physikalische Institut beim Max-Planck-Institut (dem Nachfolger des Kaiser-Wilhelm-Instituts) der Universität Heidelberg.
1947 versuchte Walther Bothe, der nach dem Zweiten Weltkrieg in Heidelberg alleiniger Lehrstuhlinhaber für Physik war und außerdem der kernphysikalischen Abteilung des dortigen Kaiser-Wilhelm-Instituts für medizinische Forschung vorstand, Hans Jensen für Heidelberg zu gewinnen. Im Wintersemester 1948/49 folgte Jensen diesem Ruf. Abgesehen von einer vertretungsweisen Lehrveranstaltung durch Walter Wessel, der jedoch bald in die Vereinigten Staaten ging, hatte es nach Kriegsende in Heidelberg keine Vorlesung mehr über theoretische Physik gegeben. Das erste theoretisch-physikalische Seminar wurde vom Assistenten Jensens, Helmut Steinwedel, der schon einige Monate vor Jensen nach Heidelberg gekommen war, durchgeführt. Dazu kamen Michael Danos, den Jensen ebenfalls von Hannover her kannte, und etwas später Heinz Koppe und Arnold Schoch. Der Aufbau des Instituts für Theoretische Physik hatte begonnen.
Bothe nahm bereits vor 1948 das einzige existierende Zyklotron in Heidelberg wieder in Betrieb. Er führte mit seinen Studenten kernphysikalische Experimente durch und stellte radioaktive Präparate für die benachbarte Klinik her.
Zum Umbau des Zyklotrons holte Bothe Christoph Schmelzer aus Jena, der sich 1949 mit einer Arbeit über das dielektrische Verhalten polar aufgebauter Materie habilitierte. Bothe veranlasste auch, dass Hans Jensen aus Hamburg 1949 nach Heidelberg berufen wurde, ebenso wie Otto Haxel aus Göttingen.
Interesse an den Heidelberger Forschungsarbeiten stellte sich ein. Wolfgang Pauli, der Deutschland nach dem Kriege zunächst fernblieb, konnte von Jensen bewogen werden, nach Heidelberg zu kommen. Eine Gelegenheit dazu bot sich beim 60. Geburtstag von Walther Bothe. Auch Hans Bethe, George Gamow, Maria Goeppert-Mayer, Lothar Nordheim, Isidor Isaac Rabi, Victor Weisskopf, Eugene Wigner und viele andere hervorragende Persönlichkeiten kamen bald zu Besuchen nach Heidelberg.
Nach dem Krieg entstanden Physikalische Gesellschaften zunächst als getrennte Vereine für die Britische Zone, für Württemberg, Baden, Pfalz, für Hessen, für Bayern für Berlin. Im Südwesten versammelten sich 160 Mitglieder unter dem Vorsitz von Bothe.
Am 29. Februar 1952 formierte sich eine Kommission für Atomphysik der Deutschen Forschungsgemeinschaft DFG, der unter Heisenbergs Vorsitz auch Walther Bothe angehören sollte.
In den Folgejahren widmete sich Bothe den Forschungen auf dem Gebiet der Kernphysik und der Anwendung künstlich erzeugter radioaktiver Elemente. Fortschreitende Krankheit zwang ihn dann jedoch, sich schrittweise aus dem Forscherleben zurückzuziehen.
Nach Bothes Tod im Februar 1957 stand die Zukunft seines Heidelberger Instituts längere Zeit zur Diskussion. Stimmen, die vorher für Schließung plädiert hatten, traten schließlich in den Hintergrund, weil die Physiker der Heidelberger Universität die wissenschaftliche Leistungsfähigkeit des Instituts zur Geltung brachten. Das umgebaute Zyklotron war seit 1956 in Betrieb und es liefen weltweit anerkannte Arbeiten über die Nichterhaltung der Parität in der schwachen Wechselwirkung.

## Privates
Er malte (Öl und Aquarell), hatte eine Vorliebe für Impressionisten in der Malerei, und spielte sehr gut Klavier (mit einer Vorliebe für Bach vor Beethoven).

## Ehrungen
1952 wurde Bothe in den Orden Pour le mérite für Wissenschaften und Künste aufgenommen und war dort neben Max von Laue der einzige Physiker.
1953 wurde Bothe die Max-Planck-Medaille verliehen. Die Max-Planck-Medaille ist eine Auszeichnung, die seit 1929 jährlich von der Deutschen Physikalischen Gesellschaft (DPG) für besondere Leistungen auf dem Gebiet der Theoretischen Physik verliehen wird. Diese Auszeichnung gilt als die bedeutendste in diesem Fach in Deutschland. Sie besteht aus einer Urkunde und einer goldenen Medaille mit dem Porträt Max Plancks.
Den Nobelpreis für Physik erhielt Walther Bothe am 10. Dezember 1954 zusammen mit dem deutschen, aber schon 1929 nach England emigrierten Forscher Max Born. Gewürdigt wurde die von Bothe entwickelte Koinzidenzmethode und die damit gemachten Entdeckungen.
Das Verfahren aus der Elementarteilchen- und Kernphysik zieht Rückschlüsse aus dem gleichzeitigen oder mit definiertem zeitlichen Abstand erfolgenden Eintreffen von kernphysikalischen Messungen auf unterschiedliche Merkmale von Elementarteilchen. So lassen sich durch die Verwendung verschiedener Nachweisgeräte Flugbahnen, Geschwindigkeiten und Reichweiten einzelner Teilchen bestimmen. Die Erkenntnisse sind von grundlegender Bedeutung für das Verständnis vom Aufbau der Materie und von unterschiedlichen Strahlungen.
Bothe war aus gesundheitlichen Gründen nicht in der Lage, nach Stockholm zu reisen. Auf seinen Wunsch nahm seine Tochter Dr. Elena Riedel die Auszeichnung in Empfang. Die deutsche Fassung seines Nobelvortrages befindet sich im Archiv der Max-Planck-Gesellschaft (MPG). Vgl. Peter Brix, „Hans Geiger, Ein Wegbereiter der modernen Naturwissenschaft“, Heidelberger Jahrbücher XXVII 1983, S. 110.
1955 erhielt Bothe das Große Verdienstkreuz der Bundesrepublik Deutschland, 1956 die Ehrendoktorwürde der Universität Gießen.
In Oranienburg wurde 1993 die Ernst-Thälmann-Straße in Walther-Bothe-Straße umbenannt.
Bothe war Mitglied der Preußischen, der Sächsischen, der Göttinger (seit 1933) und der Heidelberger Akademie der Wissenschaften.
Der Asteroid (19178) Walterbothe wurde ihm zu Ehren benannt.

## Werke
Bothe verfasste mehr als 200 wissenschaftliche Publikationen in den Bereichen von der Optik bis zur kosmischen Ultrastrahlung, u. a.:
- Zur Molekulartheorie der Brechung, Reflexion, Zerstreuung und Extinktion, Annalen der Physik, 4. Folge, Band 64, 1921, S. 693–712 (Dissertation)
- mit Friedrich Adolf Paneth: Radioelemente als Indikatoren, in Tiede, Richter Handbuch der Arbeitsmethoden in der anorganischen Chemie, Band 2, 2. Hälfte, De Gruyter 1925
- mit Hans Geiger: Ein Weg zur experimentellen Nachprüfung der Theorie von Bohr, Kramers, und Slater, in Zeitschrift für Physik, Band 26, 1924, S. 44
- mit Hans Geiger: Über das Wesen des Comptoneffekts; ein experimenteller Beitrag zur Theorie der Strahlung, Zeitschrift für Physik, Band 32, 1925, S. 639–663
- Lichtquanten und Interferenzen, 1927
- mit Werner Kolhörster: Das Wesen der Höhenstrahlung, Zeitschrift für Physik, Band 56, 1929, S. 75–77
- mit H. Becker: Künstliche Erregung von Kern-γ-Strahlen, Zeitschrift für Physik, Band 66, 1930, S. 289–306
- Radioaktivität: der radioaktive Zerfall, in Geiger, Scheel, Handbuch der Physik, Band 22, 1926
- Absorption und Zerstreuung von Röntgenstrahlen, in Geiger, Scheel, Handbuch der Physik, Band 23, 1926
- Durchgang von Elektronen durch Materie, in Geiger, Scheel, Handbuch der Physik, Band 24, 1927
- Walter Bothe: Zur Vereinfachung von Koinzidenzzählungen, Zeitschrift für Physik, Band 59, 1929
- mit Wolfgang Gentner, Heinz Maier-Leibnitz: Atlas typischer Nebelkammerbilder, mit Einführung in die Wilsonsche Methode. J. Springer, Berlin 1940.
- Walther Bothe: Der Physiker und sein Werkzeug, Vorträge und Schriften, Preußische Akademie der Wissenschaften, Walter de Gruyter & Co., Berlin 1944.
- mit anderen Neubearbeitung von Friedrich Kohlrausch: Lehrbuch der praktischen Physik, 16. Auflage, Teubner 1930
- Das Neutron und das Positron, Die Naturwissenschaften, Band 21, 1933
- mit Hans Jakob von Baeyer: Koinzidenzuntersuchungen an Kernprozessen. In: Nachrichten von der Gesellschaft der Wissenschaften zu Göttingen. Physik, Astronomie, Geophysik, Technik. Neue Folge. Band 1, 1935,  Nr. 16, 195–197
- mit Rudolf Fleischmann: Langsame Neutronen, Ergebnisse der exakten Naturwissenschaften, Band 16,  1937
- mit R. Fleischmann: Künstliche Kernumwandlung, Ergebnisse der exakten Naturwissenschaften, Band 14,  1935
- mit Siegfried Flügge (Hrsg.): Kernphysik und kosmische Strahlen (= Naturforschung und Medizin in Deutschland 1939–1946, Band 14), 2 Bände, Weinheim 1947 (FIAT Review of German Science)